# Danilo Baltierra
Danilo Baltierra, vollständiger Name Danilo Baltierra Cravia, (* 4. Oktober 1968 in Montevideo) ist ein ehemaliger uruguayischer Fußballspieler und heutiger -trainer.

## Spielerkarriere

### Verein
Der 1,82 Meter große Mittelfeldakteur Baltierra stand zu Beginn seiner Karriere von 1989 bis 1991 beim Erstligisten Club Atlético Cerro unter Vertrag. Sodann spielte er von 1992 bis in die Apertura 1996 für den Club Atlético Peñarol in der Primera División. Die Aurinegros wurden in diesem Zeitraum in den Jahren 1993, 1994, 1995 und 1996 jeweils Uruguayischer Meister. 1993 und 1994 erreichte er mit dem Klub zudem die Finalspiele um die Copa Conmebol. In der Spielzeit 1996/97 absolvierte er 25 Partien für den spanischen Verein CD Logroñés und erzielte dabei einen Treffer. Bei den Spaniern debütierte er am 7. September 1996 im Spiel gegen Teneriffa in der Primera División. Seine letzte Partie bestritt er dort am 15. Juni 1997 gegen Racing Santander. In der Clausura 1997 und der Apertura 1998 war er für Nacional Montevideo aktiv. Nacional gewann 1998 den Landesmeistertitel. Bereits während der Saison wechselte er für die Clausura 1998 zu Villa Española, mit dem er am Saisonende in die Segunda División abstieg. 1999 stand er beim ebenfalls in Montevideo ansässigen Erstligisten River Plate Montevideo unter Vertrag. Im Folgejahr lief er in 19 Spielen für Rentistas auf und schoss zwei Tore. Auch im Torneo Clasificatorio 2001 stand er noch in Reihen von Rentistas und erzielte in diesem Wettbewerb einen Treffer. Von 2001 bis 2002 spielte er für Progreso. Im letzten Karrierejahr 2003 war der Club Atlético Cerro erneut sein Arbeitgeber.

### Nationalmannschaft
1986 nahm Baltierra mit der uruguayischen Auswahl an den Südamerikaspielen 1986 in Chile teil.

## Trainertätigkeit
Seit 16. März 2013 war er Cheftrainer des Club Atlético Cerro. Dort wurde er im November 2013 nach einer 1:2-Niederlage gegen Miramar Misiones aufgrund der schlechten Saison-Resultate von seinen Aufgaben im Hinblick auf das Erstligateam entbunden. Allerdings wirkt er seit Jahresbeginn 2014 als Jugendkoordinator für den Verein. Parallel dazu trainiert er mindestens seit Mai 2014 Hebraica Macabi. Im Oktober 2015 gewann er mit der uruguayischen Mannschaft vier Spieltage vor Saisonende die Meisterschaft der Divisional C und stieg mit dem Team in die Divisional B auf.

## Erfolge
- 5× Uruguayischer Meister: 1993, 1994, 1995, 1996, 1998